# أنطيوخوس السادس

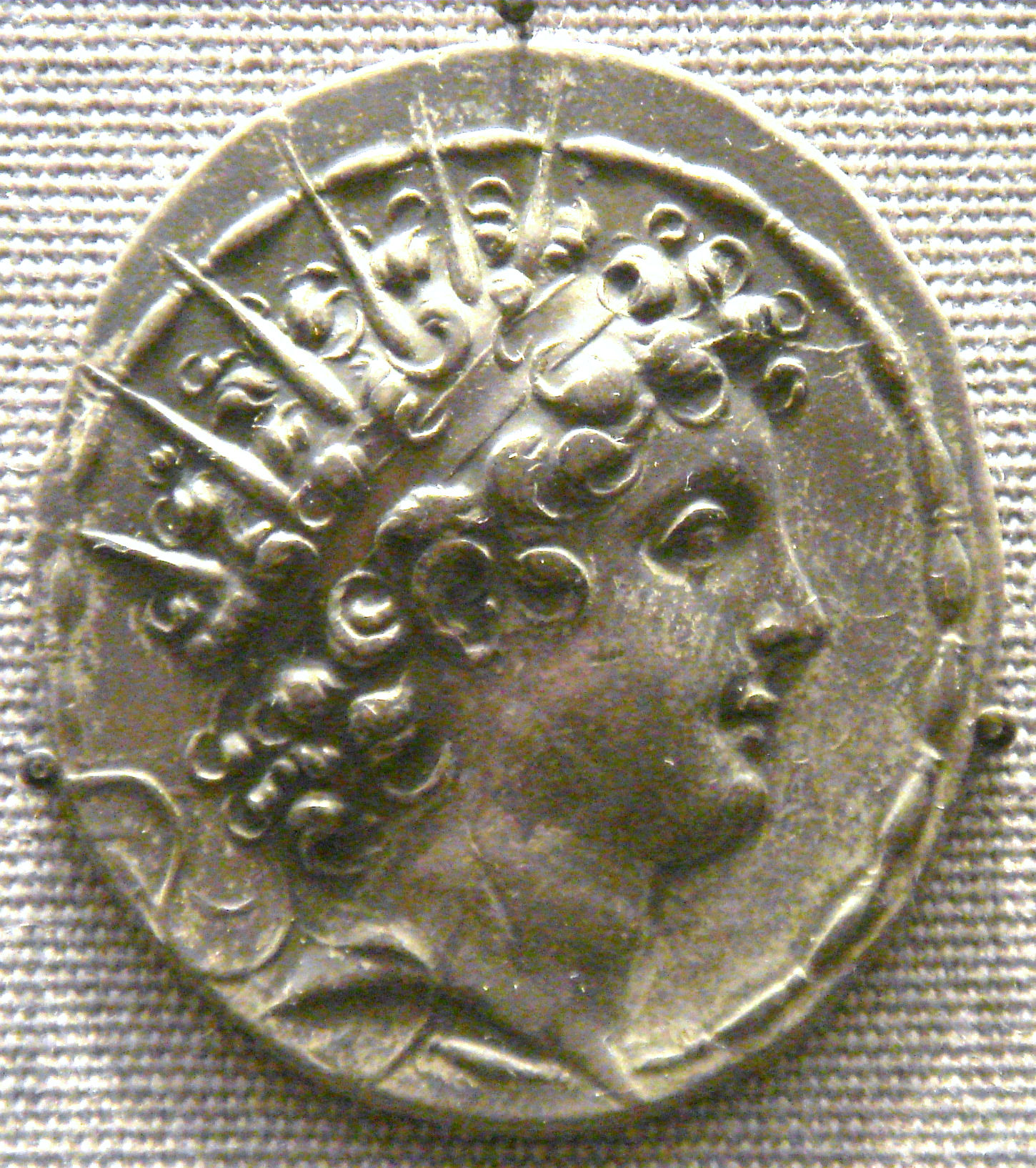
أنطيوخوس السادس

أنطيوخيوس السادس ملك الدولة السلوقية حكم (من 148 ق.م- 142 أو141 ق.م)و هو ابن الكسندر بالاس و كليوباترا ثيا بنت بطليموس السابع.
لم يحكم أنطيوخوس السابع بصورة فعلية حيث وضع على العرش من قبل الجنرال ديودوتس كمنافس لديمتيريوس الثاني (الفاتح) و مات في 141 أو 142 ق.م, بعض الكتاب القدماء ذكروا بأن ديودوتس هو المسؤول عن قتله بينما اخرون ذكروا انه مات اثتاء عملية جراحية.